# Nokia 6300
Le Nokia 6300 est un téléphone mobile produit par Nokia en 2007 Il s'agit d'un téléphone de seconde génération.

## Caractéristiques
- Lecteur audio supportant les fichiers : MP3, MP4, AAC, AAC+, eAAC+, H.263, H.264
- Mémoire intégrée : 7,8 Mo (extensible jusqu'à 2 gigaoctets)
- Appareil photo 2 mégapixels
- Enregistreur intégré
- Triple bande GSM / EDGE : 900/1800/1900 ; 850/1800/1900
- Microphone intégré
- USB 2.0 via le port mini USB
- Haut-parleur stéréo
- Wi-Fi : non
- Radio FM
- Écran 2 pouces (240 × 320 pixels)
- 16,7 millions de couleurs
- Bluetooth version 2.0

## Dimensions
- 106,4 × 43,6 × 11,7 mm
- Poids : 91 g
- Volume : 56 cm3

## Source
http://nokia.be